# Gonidiomyces sociabilis
Gonidiomyces sociabilis — вид грибів, що належить до монотипового роду  Gonidiomyces.